# Giovanni Lapentti
Giovanni Carlo Lapentti (* 25. Januar 1983 in Guayaquil) ist ein ehemaliger ecuadorianischer Tennisspieler.

## Privates
Giovanni ist der jüngere Bruder des ehemaligen Tennisspielers Nicolás Lapentti (* 1976). Sein jüngerer Bruder Leonardo spielte ebenfalls Tennis (auf niedrigerem Niveau). Giovanni Lapentti heiratete 2011 Andrea Gómez, die Miss Venezuela 2004, und wurde 2012 Vater.

## Karriere
2001 gewann Lapentti die Jugend-Doppelkonkurrenz in Wimbledon an der Seite von Frank Dancevic.
Lapentti hatte sein Debüt auf der ATP World Tour im Jahr 2003 beim ATP Las Vegas. Nach überstandener Qualifikation gewann er in der ersten Runde gegen Paradorn Srichaphan, ehe er im Achtelfinale David Sánchez 3:6, 6:7 unterlag.
Bei den French Open 2003 zog er sich im Match gegen Tommy Robredo beim Stand von 2:2 Sätzen eine Verletzung zu, sodass er das Match aufgab und bis 2004 nicht auf die Tour zurückkehren konnte. Insgesamt gewann er vier Challenger-Titel 2003, die meisten aller Spieler in diesem Jahr.
Bereits 1998 gab Lapentti sein Debüt im Davis Cup, im Alter von 15 Jahren. Er gewann gegen Björn Munroe aus den Bahamas in zwei Sätzen.
2000 gelang ihm gegen Arvind Parmar einen 0:2 Satzrückstand noch zu drehen, sodass Ecuador die Begegnung 3:2 gewann und zum vierten Mal in die Weltgruppe aufstieg.
Insgesamt ist seine Bilanz 19:28 in 26 Begegnungen, wovon elf Siege und 17 Niederlagen auf die Einzel fallen. Damit hat Lapentti nach Andrés Gómez und seinem Bruder Nicolás Lapentti die drittmeisten Spiele absolviert.
In seiner Karriere erreichte Lapentti im Einzel zweimal das Viertelfinale eines ATP-Turniers – in Scottsdale 2005 und in Indianapolis im selben Jahr.
Im Februar 2010 erklärte der Ecuadorianer seinen Rücktritt und spielte bei den Ecuador Open sein letztes Turnier. Für das Doppel bekamen er und sein Bruder Nicolás außerdem eine Wildcard.

## Erfolge
| Legende (Anzahl der Siege)                       |
| Grand Slam                                       |
| Tennis Masters Cup ATP World Tour Finals         |
| ATP Masters Series ATP World Tour Masters 1000   |
| ATP International Series Gold ATP World Tour 500 |
| ATP International Series ATP World Tour 250      |
| ATP Challenger Tour (16)                         |

### Einzel

#### Turniersiege
| Nr. | Datum              | Turnier          | Belag     | Finalgegner     | Ergebnis       |
| --- | ------------------ | ---------------- | --------- | --------------- | -------------- |
| 1.  | 16. März 2003      | Salinas          | Sand      | Iván Miranda    | 6:3, 6:4       |
| 2.  | 27. Juli 2003      | Campos do Jordão | Hartplatz | Gōichi Motomura | 6:4, 6:0       |
| 3.  | 12. Oktober 2003   | Quito (1)        | Sand      | Ricardo Mello   | 6:3, 6:7, 6:3  |
| 4.  | 2. November 2003   | Waco             | Hartplatz | Paul Goldstein  | 6:4, 6:3       |
| 5.  | 15. August 2004    | Manta (1)        | Hartplatz | Carlos Berlocq  | 6:72, 6:3, 6:4 |
| 6.  | 10. Oktober 2004   | Quito (2)        | Sand      | Răzvan Sabău    | 6:4, 6:3       |
| 7.  | 19. Juli 2008      | Manta (2)        | Hartplatz | Ricardo Mello   | 6:2, 6:4       |
| 8.  | 14. September 2008 | Quito (3)        | Sand      | Riccardo Ghedin | 6:4, 6:4       |
| 9.  | 10. Oktober 2010   | Quito (4)        | Sand      | João Souza      | 2:6, 6:3, 6:4  |
| 10. | 12. März 2011      | San José         | Hartplatz | Igor Kunizyn    | 7:5, 6:3       |

### Doppel

#### Turniersiege
| Nr. | Datum            | Turnier           | Belag     | Partner          | Finalgegner                           | Ergebnis      |
| --- | ---------------- | ----------------- | --------- | ---------------- | ------------------------------------- | ------------- |
| 1.  | 26. Juli 2003    | Campos do Jordão  | Hartplatz | Rik De Voest     | Carlos Berlocq Miguel Gallardo Valles | 6:1, 7:5      |
| 2.  | 29. Mai 2004     | Ljubljana         | Sand      | Rik De Voest     | Robert Lindstedt Michael Russell      | 6:3, 6:4      |
| 3.  | 11. Februar 2005 | Dallas            | Hartplatz | Rik De Voest     | Ramón Delgado André Sá                | 6:4, 6:4      |
| 4.  | 29. Januar 2005  | Santiago de Chile | Sand      | Damián Patriarca | Enzo Artoni Ignacio González King     | 6:2, 4:6, 6:4 |
| 5.  | 10. April 2011   | Recife            | Hartplatz | Fernando Romboli | André Ghem Rodrigo Guidolin           | 6:2, 6:1      |
| 6.  | 14. Februar 2016 | Santo Domingo     | Sand      | Ariel Behar      | Jonathan Eysseric Franko Škugor       | 7:5, 6:4      |